# Vitesse individuelle masculine aux Jeux olympiques d'été de 2024
Cet article traite de l'épreuve masculine. Pour la compétition féminine, voir Vitesse individuelle féminine aux Jeux olympiques d'été de 2024.
Navigation
Tokyo 2020 Los Angeles 2028
La vitesse individuelle masculine, épreuve de cyclisme sur piste des Jeux olympiques d'été de 2024, a lieu du 7 au 9 août 2024 sur le Vélodrome national de Saint-Quentin-en-Yvelines.

## Médaillés
| Or                     | Argent                   | Bronze            |
| Harrie Lavreysen (NED) | Matthew Richardson (AUS) | Jack Carlin (GBR) |

## Site de la compétition

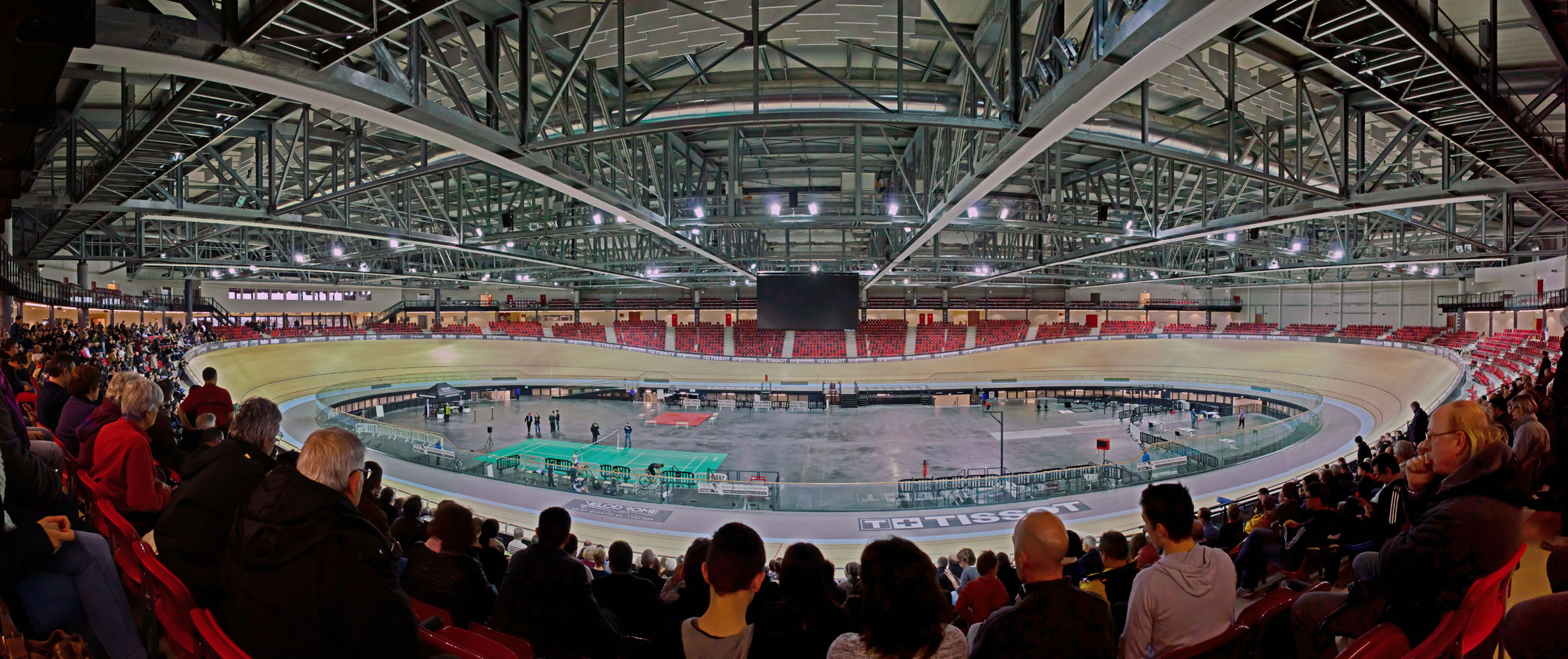
Vélodrome national en 2014.

Les épreuves de cyclisme sur piste ont lieu sur le Vélodrome national de Saint-Quentin-en-Yvelines. Contrairement à ce que son nom laisse supposer, il est situé sur la commune de Montigny-le-Bretonneux à l'ouest de Paris, à 36 km du village olympique. Il a été construit en 2011 et a une capacité de 5 000 spectateurs.

## Programme
| Date            | Horaire  | Manche                             |
| --------------- | -------- | ---------------------------------- |
| Mercredi 7 août | 12 h 45  | Qualifications                     |
| Mercredi 7 août | à suivre | 1/32es de finale                   |
| Mercredi 7 août | à suivre | Repêchages des 1/32es de finale    |
| Mercredi 7 août | 17 h 30  | Seizièmes de finale                |
| Mercredi 7 août | à suivre | Repêchages des seizièmes de finale |
| Mercredi 7 août | à suivre | Huitièmes de finale                |
| Mercredi 7 août | à suivre | Repêchages des huitièmes de finale |
| Jeudi 8 août    | 17 h 00  | Quarts de finale                   |
| Vendredi 9 août | 14 h 00  | Demi-finale                        |
| Vendredi 9 août | 18 h 00  | Finales                            |

## Format de la compétition
La compétition débute par une épreuve qualificative disputée sous la forme d'un contre-la-montre sur 200 mètres avec un départ lancé. Les 24 meilleurs cyclistes se qualifient pour les tours suivants disputés sous la forme de duels. À chaque duel, les cyclistes partent côte-à-côte et doivent effectuer trois tours de piste (750 mètres). Les 200 derniers mètres sont chronométrés. Il y a des repêchages jusqu'en huitièmes de finale.

## Résultats détaillés

### Qualifications
Les 24 meilleurs se qualifient pour la suite de la compétition (Q). Les autres sont éliminés.
| Rang | Cycliste                     | Nation            | Temps    | Écart     | Notes     |
| ---- | ---------------------------- | ----------------- | -------- | --------- | --------- |
| 1    | Harrie Lavreysen             | Pays-Bas          | 9 s 088  |           | Q, RM, RO |
| 2    | Matthew Richardson           | Australie         | 9 s 091  | + 0 s 003 | Q         |
| 3    | Mikhail Iakovlev             | Israël            | 9 s 152  | + 0 s 064 | Q         |
| 4    | Leigh Hoffman                | Australie         | 9 s 242  | + 0 s 154 | Q         |
| 5    | Jack Carlin                  | Grande-Bretagne   | 9 s 247  | + 0 s 159 | Q         |
| 6    | Jeffrey Hoogland             | Pays-Bas          | 9 s 293  | + 0 s 205 | Q         |
| 7    | Hamish Turnbull              | Grande-Bretagne   | 9 s 346  | + 0 s 258 | Q         |
| 8    | Kaiya Ota                    | Japon             | 9 s 350  | + 0 s 262 | Q         |
| 9    | Nicholas Paul                | Trinité-et-Tobago | 9 s 371  | + 0 s 283 | Q         |
| 10   | Azizulhasni Awang            | Malaisie          | 9 s 402  | + 0 s 314 | Q         |
| 11   | Mateusz Rudyk                | Pologne           | 9 s 416  | + 0 s 318 | Q         |
| 12   | Cristian Ortega              | Colombie          | 9 s 426  | + 0 s 328 | Q         |
| 13   | Rayan Helal                  | France            | 9 s 447  | + 0 s 349 | Q         |
| 14   | Sam Dakin                    | Nouvelle-Zélande  | 9 s 470  | + 0 s 372 | Q         |
| 15   | Luca Spiegel                 | Allemagne         | 9 s 479  | + 0 s 381 | Q         |
| 16   | Yuta Obara                   | Japon             | 9 s 483  | + 0 s 385 | Q         |
| 17   | Sébastien Vigier             | France            | 9 s 501  | + 0 s 403 | Q         |
| 18   | Zhou Yu                      | Chine             | 9 s 514  | + 0 s 416 | Q         |
| 19   | Vasilijus Lendel             | Lituanie          | 9 s 581  | + 0 s 483 | Q         |
| 20   | Tyler Rorke                  | Canada            | 9 s 603  | + 0 s 505 | Q         |
| 21   | Nick Wammes                  | Canada            | 9 s 612  | + 0 s 514 | Q         |
| 22   | Muhammad Shah Firdaus Sahrom | Malaisie          | 9 s 635  | + 0 s 537 | Q         |
| 23   | Jair Tjon En Fa              | Suriname          | 9 s 637  | + 0 s 539 | Q         |
| 24   | Maximilian Dörnbach          | Allemagne         | 9 s 655  | + 0 s 557 | Q         |
| 25   | Kevin Quintero               | Colombie          | 9 s 669  | + 0 s 571 |           |
| 26   | Kwesi Browne                 | Trinité-et-Tobago | 9 s 773  | + 0 s 575 |           |
| 27   | Jai Angsuthasawit            | Thaïlande         | 9 s 898  | + 0 s 810 |           |
| 28   | Liu Qi                       | Chine             | 9 s 904  | + 0 s 816 |           |
| 29   | Jean Spies                   | Afrique du Sud    | 9 s 962  | + 0 s 874 |           |
| 30   | Andrey Chugay                | Kazakhstan        | 10 s 047 | + 0 s 959 |           |

### 1/32esde finale et repêchages des 1/32ede finale
Ce tour est disputé sous la forme d'une manche unique. Les 24 cyclistes sont répartis en 12 séries selon leur temps en qualifications (1er contre 24e, 2e contre 23e, etc). Le vainqueur de chaque série est qualifié pour les seizièmes de finale (Q16), tandis que le perdant va au repêchage (R16).
Les 12 cyclistes repêchés sont placés dans 4 séries de 3 où le vainqueur de chaque série rejoint les seizièmes de finale (Q16), tandis que les autres sont éliminés.
| Série | Rang | Cycliste                     | Nation            | Écart     | Notes |
| ----- | ---- | ---------------------------- | ----------------- | --------- | ----- |
| 1     | 1    | Harrie Lavreysen             | Pays-Bas          | -         | Q16   |
| 1     | 2    | Maximilian Dörnbach          | Allemagne         | + 0 s 093 | R16   |
| 2     | 1    | Matthew Richardson           | Australie         | -         | Q16   |
| 2     | 2    | Jair Tjon En Fa              | Suriname          | + 0 s 150 | R16   |
| 3     | 1    | Mikhail Iakovlev             | Israël            | -         | Q16   |
| 3     | 2    | Muhammad Shah Firdaus Sahrom | Malaisie          | + 0 s 569 | R16   |
| 4     | 1    | Leigh Hoffman                | Australie         | -         | Q16   |
| 4     | 2    | Nick Wammes                  | Canada            | + 0 s 556 | R16   |
| 5     | 1    | Jack Carlin                  | Grande-Bretagne   | -         | Q16   |
| 5     | 2    | Tyler Rorke                  | Canada            | + 0 s 190 | R16   |
| 6     | 1    | Jeffrey Hoogland             | Pays-Bas          | -         | Q16   |
| 6     | 2    | Vasilijus Lendel             | Lituanie          | + 0 s 122 | R16   |
| 7     | 1    | Hamish Turnbull              | Grande-Bretagne   | -         | Q16   |
| 7     | 2    | Zhou Yu                      | Chine             | + 0 s 071 | R16   |
| 8     | 1    | Kaiya Ota                    | Japon             | -         | Q16   |
| 8     | 2    | Sébastien Vigier             | France            | + 0 s 047 | R16   |
| 9     | 1    | Nicholas Paul                | Trinité-et-Tobago | -         | Q16   |
| 9     | 2    | Yuta Obara                   | Japon             | + 0 s 030 | R16   |
| 10    | 1    | Azizulhasni Awang            | Malaisie          | -         | Q16   |
| 10    | 2    | Luca Spiegel                 | Allemagne         | + 0 s 075 | R16   |
| 11    | 1    | Mateusz Rudyk                | Pologne           | -         | Q16   |
| 11    | 2    | Sam Dakin                    | Nouvelle-Zélande  | + 0 s 020 | R16   |
| 12    | 1    | Cristian Ortega              | Colombie          | -         | Q16   |
| 12    | 2    | Rayan Helal                  | France            | + 0 s 007 | R16   |

| Série | Rang | Cycliste                     | Nation           | Écart     | Notes |
| ----- | ---- | ---------------------------- | ---------------- | --------- | ----- |
| 1     | 1    | Yuta Obara                   | Japon            | -         | Q16   |
| 1     | 2    | Maximilian Dörnbach          | Allemagne        | + 0 s 071 |       |
| 1     | 3    | Sébastien Vigier             | France           | + 0 s 149 |       |
| 2     | 1    | Jair Tjon En Fa              | Suriname         | -         | Q16   |
| 2     | 2    | Luca Spiegel                 | Allemagne        | + 0 s 020 |       |
| 2     | 3    | Zhou Yu                      | Chine            | + 0 s 162 |       |
| 3     | 1    | Vasilijus Lendel             | Lituanie         | -         | Q16   |
| 3     | 2    | Muhammad Shah Firdaus Sahrom | Malaisie         | + 0 s 043 |       |
| 3     | 3    | Sam Dakin                    | Nouvelle-Zélande | + 0 s 794 |       |
| 4     | 1    | Rayan Helal                  | France           | -         | Q16   |
| 4     | 2    | Tyler Rorke                  | Canada           | + 0 s 417 |       |
| 4     | 3    | Nick Wammes                  | Canada           | + 1 s 020 |       |

### Seizièmes de finale et repêchages des seizièmes de finale
Ce tour est disputé sous la forme d'une manche unique. Les 16 cyclistes sont répartis en 8 séries. Le vainqueur de chaque série est qualifié pour les huitièmes de finale (Q8), tandis que le perdant va au repêchage (R8).
Les 8 concurrents repêchés sont répartis en 4 séries de 2 cyclistes chacune où le vainqueur de chaque série se qualifie pour les huitièmes de finale (Q8), tandis que les autres sont éliminés.
| Série | Rang | Cycliste           | Nation            | Écart     | Notes |
| ----- | ---- | ------------------ | ----------------- | --------- | ----- |
| 1     | 1    | Harrie Lavreysen   | Pays-Bas          | -         | Q8    |
| 1     | 2    | Rayan Helal        | France            | + 0 s 109 | R8    |
| 2     | 1    | Matthew Richardson | Australie         | -         | Q8    |
| 2     | 2    | Vasilijus Lendel   | Lituanie          | + 0 s 862 | R8    |
| 3     | 1    | Mikhail Iakovlev   | Israël            | -         | Q8    |
| 3     | 2    | Jair Tjon En Fa    | Suriname          | + 0 s 157 | R8    |
| 4     | 1    | Leigh Hoffman      | Australie         | -         | Q8    |
| 4     | 2    | Yuta Obara         | Japon             | + 0 s 255 | R8    |
| 5     | 1    | Jack Carlin        | Grande-Bretagne   | -         | Q8    |
| 5     | 2    | Cristian Ortega    | Colombie          | + 0 s 91  | R8    |
| 6     | 1    | Jeffrey Hoogland   | Pays-Bas          | -         | Q8    |
| 6     | 2    | Mateusz Rudyk      | Pologne           | + 0 s 284 | R8    |
| 7     | 1    | Azizulhasni Awang  | Malaisie          | -         | Q8    |
| 7     | 2    | Hamish Turnbull    | Grande-Bretagne   | + 0 s 034 | R8    |
| 8     | 1    | Nicholas Paul      | Trinité-et-Tobago | -         | Q8    |
| 8     | 2    | Kaiya Ota          | Japon             | + 0 s 224 | R8    |

| Série | Rang | Cycliste         | Nation          | Écart     | Notes |
| ----- | ---- | ---------------- | --------------- | --------- | ----- |
| 1     | 1    | Kaiya Ota        | Japon           | -         | Q8    |
| 1     | 2    | Rayan Helal      | France          | + 0 s 048 |       |
| 2     | 1    | Hamish Turnbull  | Grande-Bretagne | -         | Q8    |
| 2     | 2    | Vasilijus Lendel | Lituanie        | + 0 s 044 |       |
| 3     | 1    | Mateusz Rudyk    | Pologne         | -         | Q8    |
| 3     | 2    | Jair Tjon En Fa  | Suriname        | + 0 s 054 |       |
| 4     | 1    | Yuta Obara       | Japon           | -         | Q8    |
| 4     | 2    | Cristian Ortega  | Colombie        | + 0 s 010 |       |

### Huitièmes de finale et repêchages des huitièmes de finale
Lors de ce tour, les 12 cyclistes sont répartis en 6 séries de 2 : le vainqueur de chaque série se qualifie pour les quarts de finale (Q4) tandis que le perdant se rend au troisième repêchage (R4). Celui-ci compte 2 séries de 3 cyclistes : le vainqueur accède aux quarts de finale (Q4) tandis que les autres sont éliminés.
| Série | Rang | Cycliste           | Nation            | Écart     | Notes |
| ----- | ---- | ------------------ | ----------------- | --------- | ----- |
| 1     | 1    | Harrie Lavreysen   | Pays-Bas          | -         | Q4    |
| 1     | 2    | Yuta Obara         | Japon             | + 0 s 164 | R4    |
| 2     | 1    | Matthew Richardson | Australie         | -         | Q4    |
| 2     | 2    | Mateusz Rudyk      | Pologne           | + 0 s 136 | R4    |
| 3     | 1    | Hamish Turnbull    | Grande-Bretagne   | -         | Q4    |
| 3     | 2    | Mikhail Iakovlev   | Israël            | + 0 s 001 | R4    |
| 4     | 1    | Kaiya Ota          | Japon             | -         | Q4    |
| 4     | 2    | Leigh Hoffman      | Australie         | + 0 s 130 | R4    |
| 5     | 1    | Jack Carlin        | Grande-Bretagne   | -         | Q4    |
| 5     | 2    | Nicholas Paul      | Trinité-et-Tobago | + 0 s 004 | R4    |
| 6     | 1    | Jeffrey Hoogland   | Pays-Bas          | -         | Q4    |
| 6     | 2    | Azizulhasni Awang  | Malaisie          | + 0 s 037 | R4    |

| Série | Rang | Cycliste          | Nation            | Écart     | Notes |
| ----- | ---- | ----------------- | ----------------- | --------- | ----- |
| 1     | 1    | Yuta Obara        | Japon             | -         | Q4    |
| 1     | 2    | Leigh Hoffman     | Australie         | + 0 s 190 |       |
| 1     | 3    | Nicholas Paul     | Trinité-et-Tobago | + 0 s 369 |       |
| 2     | 1    | Mateusz Rudyk     | Pologne           | -         | Q4    |
| 2     | 2    | Mikhail Iakovlev  | Israël            | + 0 s 054 |       |
| 2     | 3    | Azizulhasni Awang | Malaisie          | + 0 s 190 |       |

### Quarts de finale et match de classement 5–8
Les 8 cyclistes sont répartis en 4 séries. Les quarts de finale sont au meilleur des trois manches : le premier cycliste de chaque série qui remporte deux manches se qualifie pour les demi-finales (Q2), tandis que le perdant dispute le match de classement 5 à 8 (Pl.5-8). Celui-ci est disputé sous la forme d'une manche unique avec les 4 cyclistes éliminés précédemment.
| Série | Rang | Cycliste           | Nation          | Manches   | Manches   | Manches   | Notes  |
| Série | Rang | Cycliste           | Nation          | 1         | 2         | 3         | Notes  |
| ----- | ---- | ------------------ | --------------- | --------- | --------- | --------- | ------ |
| 1     | 1    | Harrie Lavreysen   | Pays-Bas        | X         | X         |           | Q2     |
| 1     | 2    | Mateusz Rudyk      | Pologne         | + 0 s 273 | + 0 s 105 |           | Pl.5-8 |
| 2     | 1    | Matthew Richardson | Australie       | X         | X         |           | Q2     |
| 2     | 2    | Yuta Obara         | Japon           | + 0 s 562 | + 0 s 603 |           | Pl.5-8 |
| 3     | 1    | Jeffrey Hoogland   | Pays-Bas        | + 0 s 079 | X         | X         | Q2     |
| 3     | 2    | Hamish Turnbull    | Grande-Bretagne | X         | + 0 s 007 | + 0 s 276 | Pl.5-8 |
| 4     | 1    | Jack Carlin        | Grande-Bretagne | + 0 s 046 | X         | X         | Q2     |
| 4     | 2    | Kaiya Ota          | Japon           | X         | REL       | + 0 s 014 | Pl.5-8 |

| Rang | Cycliste        | Nation          | Écart     |
| ---- | --------------- | --------------- | --------- |
| 5    | Kaiya Ota       | Japon           | -         |
| 6    | Hamish Turnbull | Grande-Bretagne | + 0 s 102 |
| 7    | Mateusz Rudyk   | Pologne         | + 0 s 120 |
| 8    | Yuta Obara      | Japon           | + 0 s 247 |

### Demi-finales
Les demi-finales (2 séries de 2 cyclistes) se disputent au meilleur des trois manches. Le vainqueur de chaque demi-finale va en finale (F), tandis que le perdant dispute le match pour la médaille de bronze (Br.).
| Série | Rang | Cycliste           | Nation          | Manches   | Manches   | Notes |
| Série | Rang | Cycliste           | Nation          | 1         | 2         | Notes |
| ----- | ---- | ------------------ | --------------- | --------- | --------- | ----- |
| 1     | 1    | Harrie Lavreysen   | Pays-Bas        | X         | X         | F     |
| 1     | 2    | Jack Carlin        | Grande-Bretagne | + 0 s 068 | + 0 s 099 | Br.   |
| 2     | 1    | Matthew Richardson | Australie       | X         | X         | F     |
| 2     | 2    | Jeffrey Hoogland   | Pays-Bas        | + 0 s 029 | + 0 s 092 | Br.   |

### Finales
La finale et le match pour la médaille de bronze se déroulent en un contre un, au meilleur des trois manches.
| Rang                               | Cycliste           | Nation    | Manches   | Manches   |
| Rang                               | Cycliste           | Nation    | 1         | 2         |
| ---------------------------------- | ------------------ | --------- | --------- | --------- |
| Médaille d'or, Jeux olympiques     | Harrie Lavreysen   | Pays-Bas  | X         | X         |
| Médaille d'argent, Jeux olympiques | Matthew Richardson | Australie | + 0 s 024 | + 0 s 047 |

| Rang                                | Cycliste         | Nation          | Manches   | Manches   | Manches   |
| Rang                                | Cycliste         | Nation          | 1         | 2         | 3         |
| ----------------------------------- | ---------------- | --------------- | --------- | --------- | --------- |
| Médaille de bronze, Jeux olympiques | Jack Carlin      | Grande-Bretagne | X         | + 0 s 049 | X         |
| 4                                   | Jeffrey Hoogland | Pays-Bas        | + 0 s 017 | X         | + 0 s 041 |